# Lithacodia benita
Lithacodia benita är en fjärilsart som beskrevs av William Schaus 1904. Lithacodia benita ingår i släktet Lithacodia och familjen nattflyn. Inga underarter finns listade i Catalogue of Life.